# Альбуркерке, Рафаэль
Рафаэль Франсиско Альбуркерке де Кастро (исп. Rafael Francisco Alburquerque de Castro; род. 14 июня 1940, Санто-Доминго) — доминиканский политический и государственный деятель, вице-президент (2004—2012).

## Биография
Родился 14 июня 1940 года в Санто-Доминго, Доминиканская Республика, в семье Рафаэля Альбуркерке Зайаса-Басана. Окончил Автомонмный университет Санто-Доминго, где получил степень в области трудового права.
В ранние годы своей политической карьеры он вступил Доминиканскую партию освобождения, после чего стал работать в аппарате правительства. В 1991 году он был назначен на пост министра труда Доминиканской Республики, возглавляя ведомство до 2000 года с небольшим перерывом с мая по август 1996 года. На этом посту Альбуркерке также был представителем страны при Международной организации труда. С сентября 2000 года по июнь 2001 года он был специальным представителем организации по сотрудничеству с Колумбией, а в ноябре 2001 года вошёл в её совет экспертов.
В 2004 году кандидат в президенты Леонель Фернандес предложил ему должность вице-президента страны. Срок его пребывания на этом посту истёк 16 августа 2012 года.
По результатам социальных опросов, проведённых в начале 2011 года, Рафаэль Альбуркерке занимал второе место в списке возможных кандидатов на предстоящих президентских выборах. Спустя некоторое время Альбуркерке публично заявил о выдвижении своей кандидатуры на пост президента, однако, уже 22 мая того же года он снял свою кандидатуру в пользу Данило Медины.